# Wilhelm Theodor Grillo
Wilhelm Theodor Grillo (* 15. Oktober 1819 in Essen; † 23. Januar 1889 in Düsseldorf) war ein deutscher Unternehmer.

## Leben und Wirken

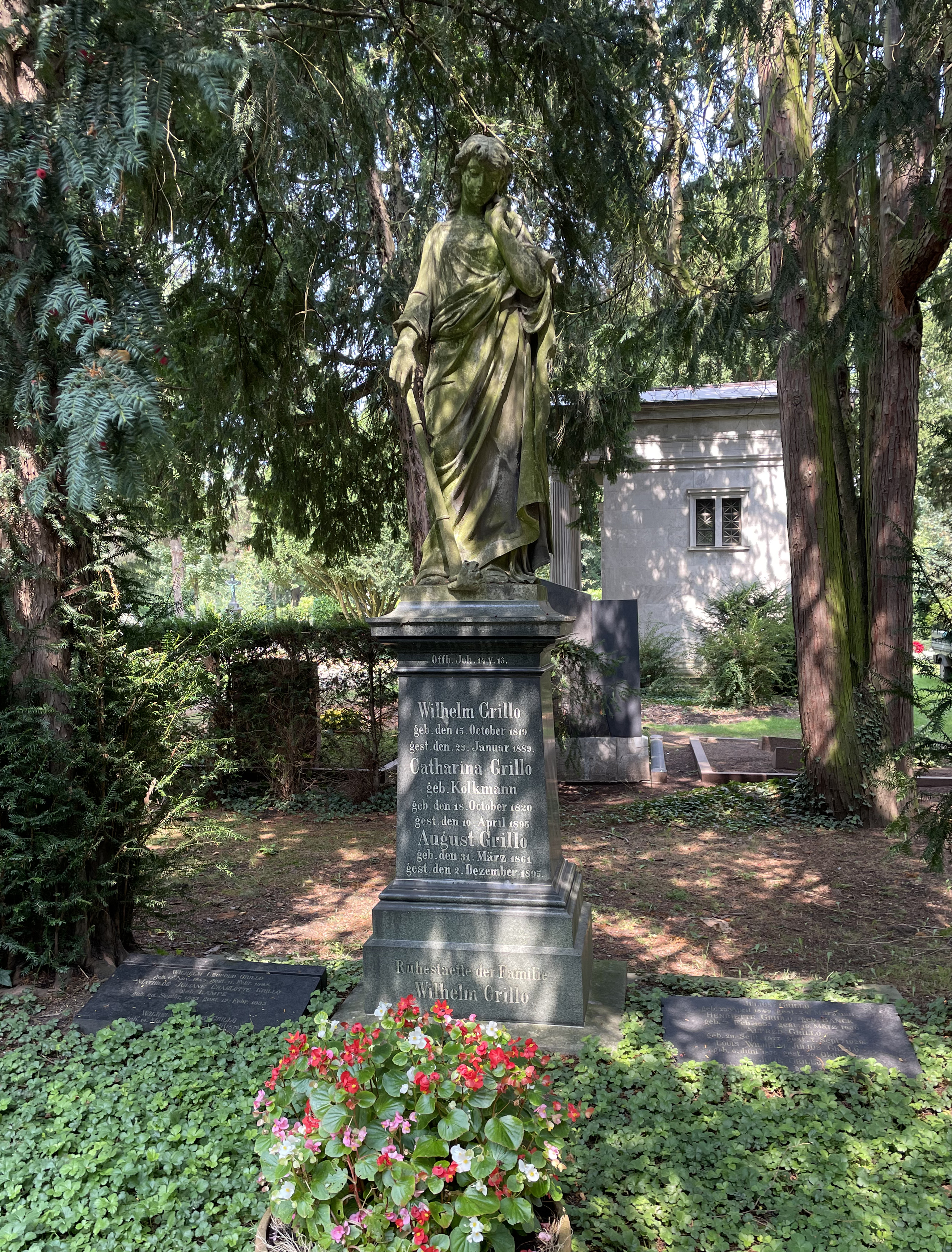
Grabstätte der Familie Wilhelm Grillo mit Engelskulptur aus Marmor, Nordfriedhof Düsseldorf

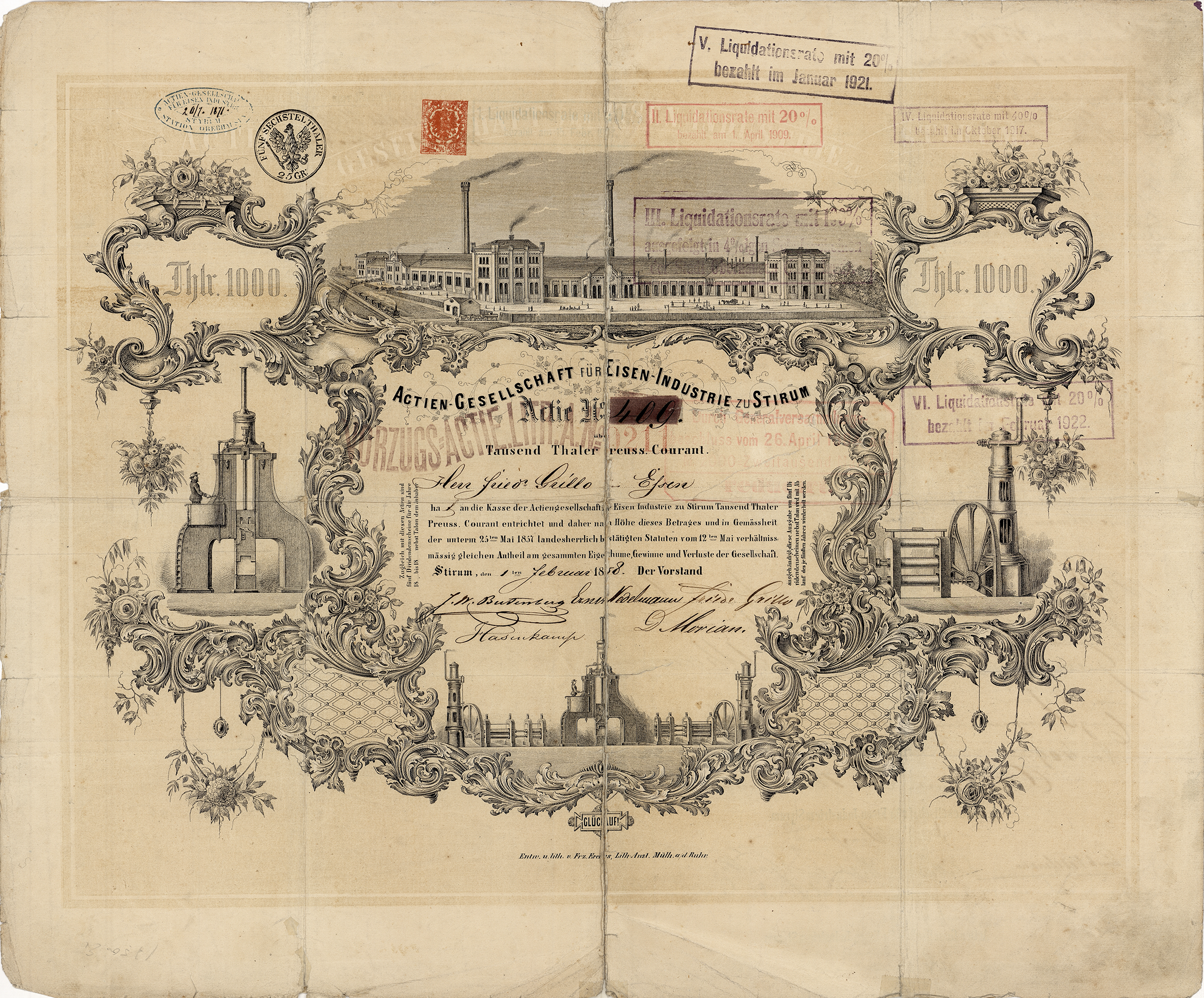
Gründeraktie der Actien-Gesellschaft Eisen-Industrie zu Stirum über 1000 Thaler Preuss. Courant, ausgegeben in Styrum am 1. Februar 1858, ausgestellt auf Friedrich Grillo in Essen. Die Aktie wurde eigenhändig von den Vorstandsmitgliedern unterschrieben, u. a. von Friedrich Grillo, Ernst Nedelmann und Daniel Morian. Die von Wilhelm Theodor Grillo gegründete Eisen-Industrie zu Stirum gehörte zu dieser Zeit zu den bedeutendsten Gesellschaften des Ruhrkohlenbezirks.

Grillo wurde 1819 als älterer Sohn des Essener Kaufmanns Wilhelm Grillo geboren, besuchte das Gymnasium und absolvierte eine kaufmännische Lehre. Er gründete 1842 als 23-Jähriger eine Eisenwarenhandlung in Mülheim an der Ruhr. Von hier aus beteiligte sich Grillo, mal mit seinen jüngeren Brüdern Friedrich (1825–1888) und August Grillo (1823–1897), mal mit seinem Schwager Daniel Morian zusammen, oft auch allein an diversen Bergbauprojekten und entwickelte so Aktivitäten in Essen und Mülheim, aber auch in Hamborn, Oberhausen, Gelsenkirchen, Herne und Wanne. Mit dem Schwager und den Brüdern zusammen gründete er das 1857 in Betrieb genommene Aktienetablissement Styrum für Eisenindustrie bei Mülheim an der Ruhr.
Sein besonderes Interesse galt dem Zink und der Zinkfarbenindustrie. So gründete er unter anderem 1849 ein Zinkwalzwerk in Neumühl, 1855 zwei Walzstraßen und eine Anlage zur Produktion für Zinkweiß in Oberhausen und 1881 eine Zinkhütte in Hamborn. Zudem baute er 1865 eine Zinkschweißanlage in Mülheim an der Ruhr. Die Grillosche Gasfabrik versorgte das werkseigene Beleuchtungsnetz sowie das Gasnetz der Stadt Oberhausen. Grillos Aktivitäten förderten die industrielle Entwicklung von Oberhausen, Hamborn und Mülheim an der Ruhr erheblich.
Das von ihm aufgebaute Unternehmen existiert in den Grillo-Werken in Duisburg-Marxloh bis heute. Es erzielt mit 1455 Mitarbeitern einen Umsatz von rund 638 Millionen Euro und ist zu hundert Prozent im Besitz der Nachkommen von Wilhelm Grillo.
Grillo war seit 1843 mit Catharina Kolkmann (1820–1895) verheiratet und hatte vier Töchter und fünf Söhne, darunter: Wilhelm (1845–1888), Julius (1849–1911), Friedrich (1858–1919) und August (1861–1895).